# سامی السید
سامی السید (انگلیسی: Sami El-Sayed؛ زادهٔ ۲۱ اکتبر ۱۹۴۰) بازیکن واترپلو اهل مصر بود.